# Furcation
 (juin 2008).
Si vous disposez d'ouvrages ou d'articles de référence ou si vous connaissez des sites web de qualité traitant du thème abordé ici, merci de compléter l'article en donnant les références utiles à sa vérifiabilité et en les liant à la section « Notes et références ».

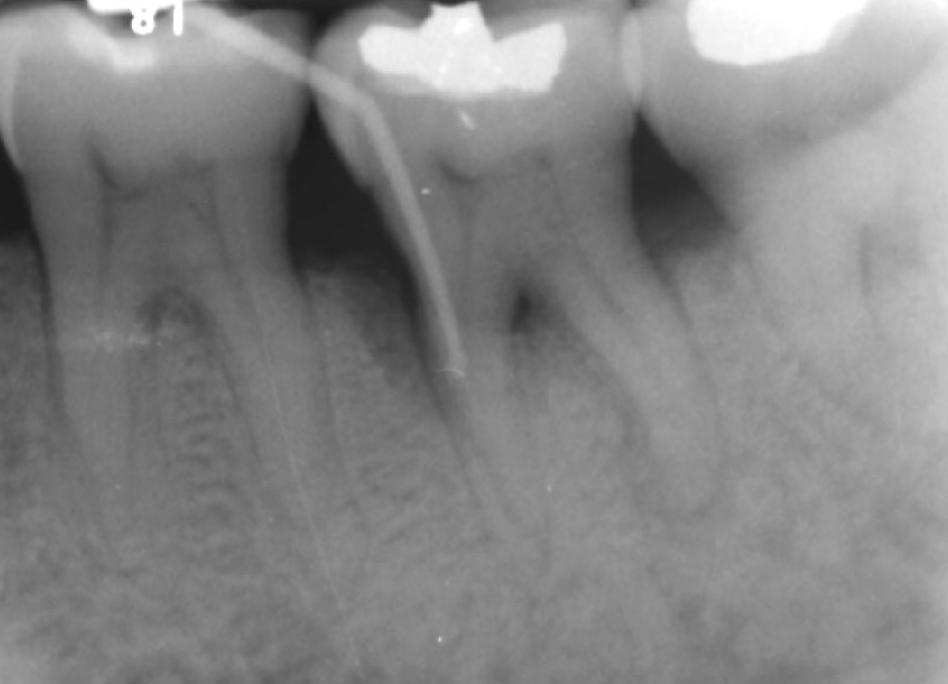
Furcation sur la dent 18

La furcation d'une dent correspond à l'endroit où les racines commencent à diverger dans l'alvéole osseuse. Une molaire comporte trois racines en général au maxillaire et deux racines à la mandibule et toutes les configurations radiculaires peuvent exister. De la jonction émail-racine (émail-cément) à la furcation, il y a le tronc radiculaire. Tout le volume qui se situe entre les racines est appelé espace inter-radiculaire.

## Les pathologies de la furcation
La furcation est normalement recouverte par de l'os alvéolaire. Mais lors d'une parodontite, le niveau de l'os va descendre créant ainsi une récession gingivale et mettant à nu la furcation. À ce niveau il y a souvent des canaux accessoires qui font communiquer le milieu extérieur avec  la pulpe dentaire. Si des bactéries empruntent ce chemin et arrivent à la pulpe, la pulpe peut s'inflammer puis se nécroser. La furcation est une concavité qui va être difficile à nettoyer par les moyens habituels de brossage et pouvant favoriser l'apparition de caries radiculaires. Le diagnostic d'une atteinte de la furcation se fait à l'aide d'une sonde parodontale graduée qui est courbe pour les dents maxillaires (sonde de Nabers) ou droite pour les dents mandibulaires. Hamp et Nyman en 1983 ont créé une classification de ces atteintes. Elle est basée sur la perte osseuse horizontale. Le diagnostic se fait toujours à l'aide d'une sonde parodontale et on distingue les classes 1 et 2 pour les atteintes moyenne et modérée, et la classe 3 où la sonde va traverser l'espace interradiculaire de part en part.

## Les traitements
Une atteinte de la furcation peut être préjudiciable à la vitalité de la dent, et même sur le long terme à la préservation de la dent sur l'arcade. Le traitement va viser soit à stabiliser la lésion si l'atteinte est modérée, soit à régénérer les tissus détruits, soit à supprimer la lésion par des techniques résectrices.
Pour stabiliser on pourra utiliser le surfaçage radiculaire. Afin de réduire la lésion on pourra diminuer la concavité par des techniques de plasties soustractives osseuses et/ou dentaires. Pour régénérer on pourra utiliser les techniques de comblement osseux associés ou non à des membranes de régénération. Les techniques résectrices consistent à supprimer une racine par exemple (amputation radiculaire) ou à les séparer (hémisection se pratiquant essentiellement à la mandibule) afin de transformer une molaire en deux prémolaires.